# Giovanni Domenico Nardo
Giovanni Domenico (ou Giandomenico) Nardo (Chioggia, Veneza, 4 de março de 1802 – Veneza, 7 de abril de 1877) foi um médico e naturalista italiano, embora tenha passado a maior parte de sua vida em Chioggia, porto de origem da maior frota pesqueira do Adriático. 

## Vida
Ele aprendeu taxidermia e preparação de espécimes com seu tio, um abade. Ele fez o ensino médio em Udine e estudou medicina em Pádua, onde reorganizou as coleções zoológicas. Em 1832, ele reorganizou a coleção de invertebrados no Museu de História Natural imperial em Viena e em 1840 tornou-se membro da Istituto Veneto di Scienze, Lettere ed Arti, uma academia cujo objetivo é "aumentar, divulgar e salvaguardar as ciências, a literatura e as artes". Nardo escreveu centenas de publicações científicas que vão desde medicina e ciências sociais, filologia, tecnologia, física, mas principalmente sobre zoologia veneziana e adriática. Na biologia marinha, Nardo escreveu sobre algas, invertebrados marinhos, peixes e tartarugas marinhas. Uma vasta coleção de seus manuscritos e sua biblioteca pessoal está preservada no Museu de História Natural de Veneza. De acordo com o Registro Mundial de Espécies Marinhas (WoRMS), Nardo é a autoridade para nomear 144 táxons marinhos.

## Publicações
- Giovanni Domenico Nardo: Prospecto da vulgar fauna marinha do estuário do Veneto.. Veneza: G. Antonelli, 1847. (livro) (em italiano)
- Giovanni Domenico Nardo: Sinonímia moderna das espécies registradas na obra intitulada: "Descrição dos crustáceos, testáceos e peixes que habitam as lagoas e o golfo veneziano representados em figuras claras-escuras e coloridas pelo Abade S. Chieregheni. Veneza, 1847. (livro) (em italiano)
- Giovanni Domenico Nardo: Resumo de algumas observações anatômicas sobre a estrutura íntima da pele dos peixes em termos comparativos e sobre as causas fisiológicas e físico-químicas de sua coloração e descoloração. Veneza: na secretaria do IR Istituto no Palácio Ducal, 1853 (Veneza: G. Cecchini). (em italiano)
- Giovanni Domenico Nardo: Notícias sobre mamíferos que viviam no mar Adriático e especialmente sobre os Fisetteri capturados no século passado e no presente. Veneza: Dica. Cecchini, 1854 (em italiano)
- Giovanni Domenico Nardo: Anotações ilustrando 54 espécies de crustáceos (Podottalmi, Stomapodi, Endriottalmi e Succhiatori) do Mar Adriático precedidas pela história antiga e recente da carcinologia Adriática. Veneza: na secretaria do IR Istituto no Palácio Ducal: G. Antonelli, 1869. (em italiano)
- Giovanni Domenico Nardo: notas que iluminam o valor significativo de alguns itens etruscos. Veneza: G. Antonelli, 1870. (em italiano)
- Giovanni Domenico Nardo: Pesca de peixes nos Vales da Lagoa de Veneza na época das primeiras tempestades de inverno comumente chamadas (Fraima): monólogo didático em verso no dialeto dos pescadores Chioggiotti com a versão na língua comum da Itália: um o ensaio de canções tornou-se popular no mesmo dialeto e outras composições referentes aos costumes de Chioggia com a declaração de muitas vozes vulgares e com comparações apropriadas no estudo filológico..Venice: Dica. del Commercio de Marco Visentini, 1871. (livro) (em italiano)
- Giovanni Domenico Nardo: Conjecturas sobre a derivação mitológica do antigo nome vulgar veneziano arcumbè e seu sinônimo italiano arc flash que etimologicamente corresponde a ele. Veneza: Imprensa de Marco Visentini, 1872. (em italiano)
- Giovanni Domenico Nardo: Sobre as vantagens que se podem obter da exploração das areias não cultivadas da costa e do Maremme do estuário veneziano. Veneza: Dica. do jornal Il Tempo, 1874. (em italiano)
- Giovanni Domenico Nardo: palavras e expressões idiomáticas gregas das quais as formas do dialeto veneziano parecem derivar, que são apresentadas como materiais de estudo. Veneza: Grimaldi e C. Tipografia, 1875 (em italiano)
- Giovanni Domenico Nardo: Relato de duas obras sobre a língua romena oferecidas em homenagem ao Instituto de Ciências R. Veneto pelo prof. L. Frollo com uma nota e uma lista de itens romenos comparados com as formas usadas no dialeto dos pescadores de Chioggia. Veneza: Grimaldo e C. Typography, 1876. (em italiano)